# Andrzej Wójcik (polityk)
Andrzej Wójcik (ur. 1 stycznia 1932 we Włocławku) – ekonomista, polityk, minister handlu zagranicznego (1985–1987).

## Życiorys
Syn Mieczysława i Zofii. Ukończył studia filologiczne na Uniwersytecie Warszawskim w 1959, w 1971 uzyskał tytuł zawodowy magistra ekonomii w Szkole Głównej Planowania i Statystyki w Warszawie.
W latach 1948–1950 wchodził w skład zarządu miejskiego Związku Młodzieży Polskiej we Włocławku. W 1961 wstąpił do Polskiej Zjednoczonej Partii Robotniczej, od 1971 do 1973 pełnił w niej funkcję przewodniczącego Organizacji Środowiskowa Handlu Zagranicznego komitetu dzielnicowego PZPR Warszawa-Śródmieście. Następnie pracował w Ministerstwie Handlu Zagranicznego i Gospodarki Morskiej, był m.in. do 1976 był radcą handlowym Ambasady PRL w Paryżu. W okresie 1981–1985 sprawował funkcję radcy handlowego Ambasady PRL w Waszyngtonie, został również członkiem Komisji Ekonomicznej Komitetu Zakładowego PZPR ministerstwa i członkiem Komisji ds. Reformy Gospodarczej. Delegat na X Zjazd PZPR. 
Od 12 listopada 1985 do 24 października 1987 sprawował urząd ministra handlu zagranicznego w rządzie Zbigniewa Messnera, następnie do 1989 był sekretarzem stanu w Ministerstwie Współpracy Gospodarczej z Zagranicą.